# Сфирис, Пенелопа
Пенелопа Сфирис (англ. Penelope Spheeris; род. 2 декабря 1945, Новый Орлеан, Луизиана, США) — американский режиссёр, продюсер и сценарист.

## Биография
Родилась в Новом Орлеане, штат Луизиана, в семье грека-иммигранта и матери ирландского происхождения.
После окончания школы Сфирис поступила в Университет штата Калифорния в Лонг-Бич, где специализировалась на искусстве. Она восхищалась учением Джорджа Фалькона, ученого-бихевиориста. Под его влиянием Сфирис продолжила изучать психобиологию в Калифорнийском университете в Ирвайне, в округе Ориндж, к юго-востоку от Лос-Анджелеса.
Окончила киношколу, работала официанткой. Имеет степень магистра изящных искусств в области театрального искусства Калифорнийского университета в Лос-Анджелесе.
Сфирис достигла известности как режиссёр документальных фильмов, таких как «Падение западной цивилизации». Кроме того она выпустила несколько десятков кинофильмов, самый коммерчески успешный из которых «Мир Уэйна» 1992 года.

## Личная жизнь
Есть дочь.
С 9 сентября 1998 года состоит в отношениях с мужчиной по имени Син.
Двоюродный брат — греко-французский кинорежиссёр Коста-Гаврас.

## Режиссёр
- 1969 — Uncle Tom’s Fairy Tales
- 1972 — I Don’t Know
- 1981 — Падение западной цивилизации / The Decline of Western Civilization
- 1984 — Пригород / Suburbia
- 1985 — Соседские мальчишки / The Boys Next Door
- 1986 — Полиция нравов Голливуда / Hollywood Vice Squad
- 1987 — Стиляги / Dudes
- 1988 — Падение западной цивилизации 2 / The Decline of Western Civilization Part II: The Metal Years
- 1990 — Гром и грязь / Thunder and Mud
- 1991 — Тюремные истории: Женщины за решёткой / Prison Stories: Women on the Inside
- 1991 — UFO Abductions
- 1992 — Мир Уэйна / Wayne’s World
- 1993 — Деревенщина в Беверли-Хиллз / The Beverly Hillbillies
- 1994 — Маленькие негодяи / The Little Rascals
- 1996 — Паршивая овца / Black Sheep
- 1998 — Без чувств / Senseless
- 1998 — Падение западной цивилизации 3 / The Decline of Western Civilization Part III
- 1998 — Applewood 911
- 1999 — Hollywierd
- 2000 — Dear Doughboy
- 2001 — Мы продали наши души за Рок-н-ролл / We Sold Our Souls for Rock 'n Roll
- 2003 — Афера века / The Crooked E: The Unshredded Truth About Enron
- 2003 — 75-я церемония награждения премии «Оскар» / 75th Annual Academy Awards
- 2005 — Малыш и я / The Kid & I
- 2011 — Дави на газ / Balls to the Wall
- 2011 — Пять / Five